# ゆうゆのクイズでGO!GO!
『ゆうゆのクイズでGO!GO!』（ゆうゆのくいずでごーごー）は、1991年にタイトーから稼働された日本のアーケード用クイズゲームである。問題数は、11ジャンルで7,000問。1992年にはスーパーファミコンにも移植されている。

## 概要
タレントのゆうゆを起用したタイトーのクイズゲーム。ゆうゆが架空のクイズ番組の司会となり、プレイヤーはそのクイズ番組に出演しているシチュエーションでの数々の演出が特徴。タイトーの提供テロップが表示される、毎週木曜日夜7時放送中（発売当時、ゆうゆが出演していた『クイズ!年の差なんて』の時間帯）の字幕が表示される、番組参加呼びかけのCM演出が行われる、GO!GO!部分で会場にいる観覧客の掛け声が掛かる、全ステージクリアで海外旅行の演出（実際のクイズ番組でよくあるような演出）となる、などが挙げられる。ゆうゆは司会進行上のトーク（ステージ開始時の掛け声、解答時の正誤、ステージ終了時の合否結果、コンティニューを促すトークなど）を行うが、問題の読み上げはしない。
また、クイズゲームでよく採用されている「ノルマ制＋ライフ制」ではなく、各ステージ1分間の制限時間で基準以上の正答率を収めていればクリアとなる「正答率クリア制」であることも特徴的である。ライフ制ではないため、「一定数以上の誤答や誤答連発でゲームオーバーになる」ということはなく、最低限1分間はゲームをプレイできるというメリットがある。逆に、正答率クリア制であるため「得意、簡単なジャンルが出なかった場合、いくらコンティニューしても規定の正答率を達成できず、ステージクリアできないままゲームオーバーとなる」というデメリットもある。
なお、続編である『森口博子のクイズでヒューヒュー』（1995年）では、「正答率クリア制」は採用されず「ノルマ制＋ライフ制」となっている。

## ゲーム内容
各ステージ開始時にクイズのジャンルを選択する。ジャンル選択後、各ステージで1分間の時間が設けられ、クイズが出題される。クイズは4択問題。10秒以内に答えなければタイムオーバー、答えると正誤表示の後、次のクイズに移る。短時間で答えると、10秒以内に次の出題が行われるため、ステージ内での出題数は増えることになる。1分間経過した時点で出題されているクイズが最終問題となり、そのクイズが終了した段階での正答率（＝正答数／出題数）がボーダーライン以上であればステージクリア（合格）となる。ボーダーラインを下回るとステージミス（不合格）、コンティニューは4回（プレイ出来る回数は実質5回）まででそれを超えるとゲームオーバーとなりステージ1からやり直しになる。
通常ジャンルセレクトが不可であるステージ3およびステージ5でステージミスをし、コンティニューした場合は救済措置としてジャンルセレクトが可能となる。
ステージ1
全8ジャンル（芸能音楽、スポーツ、科学、文学・歴史、社会、マンガ・アニメ、映画、絵の問題。SFC版では、絵の問題の代わりに雑学が入る）の中から選択。ボーダーラインは65%。
ステージ2
全4ジャンルの中から選択。うち1ジャンルは、ステージ1で選択されたジャンルの高難易度版となる。ボーダーラインは70%。
ボーナスステージ1
ステージ3
ジャンルセレクトなし。但し、直前のボーナスステージで「スキップカード」を獲得しているか、ミスをした後コンティニューした場合に限り、ジャンルセレクトが可能。ボーダーラインは75%。
ステージ4
全4ジャンル。ボーダーラインは80%。うち（最大）2ジャンルは、ステージ1やステージ2で選択されたジャンルの高難易度版となる。
ボーナスステージ2
ステージ5
ジャンルセレクトなし。但し、直前のボーナスステージで「スキップカード」を獲得しているか、ミスをした後コンティニューした場合に限り、ジャンルセレクトが可能。ボーダーラインは85%。
最終ステージ
ゆうゆのカルト問題が出題される「ゆうゆの問題」を含めた全4ジャンルの中から選択。その内（最大）2ジャンルは、過去のステージで選択されたジャンルの高難易度版となる。ボーダーラインは85%。

### ボーナスゲーム
以下のゲームの中から、ランダムに1つが選ばれる。選ばれたゲームで30ポイント以上獲得できれば、アイテム獲得の権利を得る。豪・華・商・品の4つの箱の中からボタンで1つを選び、中に入っていたアイテムを獲得する。

#### ゲームの種類
カレーの殿様
カレー嫌いの王様が口を開けたら、それぞれの王様の位置に対応するボタンを押して、カレーを食べさせる。1回食べさせる度に5ポイント。
かえるレース
1人プレイの場合はCPUとの対戦、2人プレイの場合はプレイヤー間での対戦となる。増減するゲージを見ながら、ゲージがMAXに達した所でボタン（どのボタンでも良い）を押し、自分のカエルを前に飛ばす。ゲージの量に応じて、飛距離は変化する。1回飛ばす度に3ポイント獲得、更にCPUより先にゴールすれば（2人プレイでは先にゴールした側）、残りタイムに応じたボーナスが加算される。
崖っぷち
崖の上から転がってくる岩を、タイミング良く1〜3ボタンのどれかを押して、鍋で弾き飛ばす（ちなみに4ボタンを押すと、ヘルメットのライトが点くが、特に効果は無い）。弾き損ねると、岩によって崖の下の泥沼へ落とされて、タイムロス。1個弾き飛ばす度に5ポイント。
礼に始まり礼に終わる
キャラクターを左右に動かして（1〜2ボタンは左へ一歩、3〜4ボタンは右へ一歩）、上から落下する「宝」の文字をバケツでキャッチする。1個キャッチする度に3ポイント。

#### アイテム
お助けアイテムは以下の通り。
ボーナス5000点
実質はスカ。「ボーナス10000点」も存在する。
左うちわ
出題後5秒間経過すると、誤答の選択肢が一つ消え、三択問題になる。
ゾウフトール
ノルマが10%下がる。
三択えんぴつ
次のステージで出される問題の選択肢が、4つから3つに減る。さらに4番が「鉛筆コロがし」となり、これを選択するとコンピュータが自動的に答えてくれる（ただし、正解できるかは運次第）。
スキップカード
通常ボーナスステージ直後のステージではジャンル選択が出来ないが、これを獲得した場合に限りジャンルセレクトができる。

## 移植版
| No. | タイトル                                        | 発売日         | 対応機種              | 開発元             | 発売元   | メディア                | 型式    | 備考                                                               |
| --- | ----------------------------------------------- | -------------- | --------------------- | ------------------ | -------- | ----------------------- | ------- | ------------------------------------------------------------------ |
| 1   | ゆうゆのクイズでGO!GO!                          | 1992年7月10日  | スーパーファミコン    | タイトー           | タイトー | 8メガビットロムカセット | SHVC-UU |                                                                    |
| 2   | イーグレットツー ミニ アーケードメモリーズVol.2 | 2023年12月21日 | イーグレットツー ミニ | 瑞起 ※本体の開発元 | タイトー | SDカード                | -       | アーケード版の移植 追加SDカードに入っている10作品の1つとして収録。 |

## スタッフ
アーケード版
- 構成：藤田司
- 美術：沼田和博、森田稚子
- 演出：越中登、木下昌也
- 技術：渋谷康洋、川元和彦
- 音楽：河本圭代
- 音響効果：殿村裕誠
- デザイン：永井寛保
- 編集協力：石井岳
- カメラ：田辺国雄、美濃口裕志
- 衣装：福原ひろみ
- メイク：岩井真美
- 美術協力：音羽一郎、ぱぱら快刀（海道賢仁）、加藤久和、ミトちゃん、=おさる=、ZAK、どーる。、MUNN
- 問題作成：ぴぃ、ぱぱら快刀（海道賢仁）、たらばー、中山上等兵、小池隆彦、広重勇治、星谷淳、黒木尚也、浜田勇、豊田巧、瀬口隆士、広沢忠隆、阿部直光、石井英貴、加藤正博、木村千穂、鈴木淳、利根川二郎、三島智恵子、岡本さつき
- 協力：民宿旅館 平三郎、（有）肉の藤代、AFH-NETwork東京、TAITO GROUP、笠高体操部OB
- 制作協力：渡辺プロダクション、大永製作所

スーパーファミコン版
- 企画：藤田司、沼田和博
- サウンド：河本圭代、禎清広、稲田昌子
- プログラマー：石塚敦、降矢健二
- グラフィック：小川芳彦、小林純一郎
- スペシャル・サンクス：高橋章二、伊藤啓司、黒木伸章、木下昌也、海道賢仁
- アートディレクション：谷沢康夫
- 協力：渡辺プロダクション
- プロデューサー：塩川卓司

## 評価
アーケード版
ゲーム誌『ゲーメスト』の企画「第5回ゲーメスト大賞」（1990年度）において、年間ヒットゲームで26位を獲得した。
スーパーファミコン版
ゲーム誌『ファミコン通信』の「クロスレビュー」では、6・7・5・5の合計23点（満40点）、『ファミリーコンピュータMagazine』の読者投票による「ゲーム通信簿」での評価は以下の通りとなっており、19.84点（満30点）となっている。この得点はスーパーファミコン全ソフトの中で202位（323本中、1993年時点）となっている。また、同雑誌1993年8月情報号特別付録の「スーパーファミコンオールカタログ'93」では、「撮り込み画像でゆうゆは実写で登場するし、肉声も再現されている。気になる問題数も全11ジャンルで7000問と、豊富」グラフィックや演出面に関して肯定的なコメントで紹介されている。
| 項目 | キャラクタ | 音楽 | 操作性 | 熱中度 | お買得度 | オリジナリティ | 総合  |
| 得点 | 3.51       | 3.28 | 3.42   | 3.15   | 3.20     | 3.29           | 19.84 |

## 備考
- 最終ステージをクリアするとエンディングとなるが、商品となる旅行の画像と共にスタッフロールが流れる構成になっている。また、旅行先はクリア直後に聞かれる感想（4択で選ぶ）によって変化する。
- アーケード版ではボタンが4つあるが、ネームレジストはいつものアルファベットでなくひらがな。文字の一覧で表示され、左と下しかカーソルが動かせず不便な面が目立ったが、スーファミ版では上にも右にも動かせるようになり、カーソルが操作しやすくなった（例えば「す」にカーソルを置き上を押すと「し」、右を押すと「く」に行くなど）。制限時間はアーケード、スーファミとともに1桁の時間。ランキングの順位はアーケードは10位、スーファミは3位表示。また、デモ画面では必ず「芸能・音楽」の問題である。4問出す。
- 作中にはコスプレではなくまともな格好をしたゆうゆのカットが1枚もない[2]。加えて、スーパーファミコン版ではハードの限界からゆうゆが奇妙な動きを見せることがたまにまあった。

さらにスーパーファミコン版ではあるクイズ問題の正解が間違っており、パッケージにはペラいちの紙で「ゆうゆからのおねがい」というこの件に関する説明のメッセージが封入されていた。。